# Таклид
Такли́д (араб. تَقْليد‎), в исламском праве — следование авторитетному специалисту (муджтахид, муфтий) в вопросах фикха со стороны человека, не компетентного в этой области. Тех, кто совершают таклид, называют мукаллидами (مقلد‎), а противники таклида известны как гайр мукаллиды.

## История
Практика таклида возникла приблизительно в конце IX века. Однако во все времена были и противники таклида, считавшие, что все мусульмане обязаны во всём искать доказательств своих действий, а не ссылаться на фетвы муфтиев мазхабов. Сторонники таклида считают, что основная масса народа должна заниматься своими повседневными делами, а проблемами фетв должны заниматься профессионалы. Простолюдины (‘амми), которые не имеют профессиональной подготовки, должны делать таклид, так как они никогда не смогут сделать правильные выводы из аятов Корана и хадисов, «единогласного мнения учёных» (иджмы) и «суждения по аналогии» (кияса). Таким образом, все четыре суннитских мазхаба считают таклид верным и даже обязательным (ваджиб) для рядовых мусульман.
Сторонники таклида приводят в доказательство своей точки зрения некоторые хадисы и аяты Корана:
- «…спросите же людей напоминания, если вы сами не знаете…»[2];
- «О вы, которые уверовали! Повинуйтесь Аллаху, повинуйтесь Посланнику и носителям власти среди вас»[3][1].

Противниками таклида (Ибн Таймия, Ибн аль-Каййим, аш-Шаукани и др.) в доказательство своей точки зрения приводили следующие аяты:
- «Они признали господами помимо Аллаха своих первосвященников и монахов, а также Мессию, сына Марьям (Марии). А ведь им было велено поклоняться только одному Богу, кроме которого нет иного божества. Он превыше того, что они приобщают в сотоварищи!» [4]
- «Когда неверным говорят: „Следуйте за тем, что ниспослал Аллах, и за Посланником“, — они отвечают: „Довольно нам того, что исповедовали наши отцы“. Неужели так, если даже их отцы ни о чём не ведали и не следовали прямым путем?»[5];
- «Когда же им говорят: „Следуйте за тем, что Аллах ниспослал!“ — они отвечают: „О нет! Мы будем следовать тому, чему следовали наши отцы“. Неужели же [последуют они за] шайтаном, даже если он позовет их к [тому, что влечет] наказание адским огнём?»[6];
- «Если же у вас тяжба о чём-нибудь, то возлагайте её решение на Аллаха и Посланника, если вы веруете в Аллаха и в Судный день»[3][1].

Среди них были и те, кто занимал среднюю позицию между противниками и сторонниками таклида. К их числу относились Хатиб аль-Багдади, аш-Шатиби, Шах Валиуллах Дехлеви. Они считали, что муджтахиды должны выводить все религиозные предписания непосредственно из первоисточников, а подавляющему большинству народа, который не занимается религиозными науками, позволительно делать таклид. Простолюдин должен хотя бы иметь приблизительное представление о том, откуда именно муджтахид выдал то или иное предписание. При противоречии мнения муджтахида данным ясных смыслов Корана и Сунны (нассам), необходимо последовать за нассами. Запрещается делать таклид муджтахидам в очевидных религиозных вероубеждениях (например, вера в существование Аллаха или ангелов) и в общеизвестных вопросах (например, необходимость совершения пятикратной обязательной молитвы, обязательность выплаты закята и т. д.).

## Классификация
Таклид делится на таклид ал-хасс (уровень знаний учёных-богословов) и таклид аль-амм (обычный уровень знаний). Таклид ал-хасс можно разделить на три вида:
- таклид ат-такдир — высший уровень, возможность принятия шариатских решений;
- таклид ат-тарджих — уровень, при котором выбирается лучшее из решений, разработанных учёными-муджтахидами;
- таклид ат-тахридж — уровень, когда разъясняются непонятные места из исламского права на основании учёных-муджтадихов определённой правовой школы[7].

В зависимости от количества учёных, за которыми следует мукаллид, таклид делится на два вида:
- таклид мутляк или таклид гайри шахси — он означает, что человек в разных вопросах религии следует за разными учёными-богословами.
- таклид шахси — когда во всех вопросах мукаллид следует одному учёному-богослову[8].

## В разных течениях

#### Сунниты
В суннитском исламе это таклид одному из четырёх сложившихся канонических мазхабов — ханафитскому, маликитскому, шафиитскому или ханбалитскому. Хотя в прежние века этот таклид был довольно жёстким (вплоть до того, что представители разных мазхабов молились отдельно и даже старались не вступать друг с другом в брак), сегодня границы между мазхабами стираются, и получил распространение такой феномен, как комбинирование норм разных мазхабов рядовыми мусульманами. Помимо этого, стал развиваться и «надмазхабный иджтихад», уходящий корнями в модернистские и салафитские идеи, и связанный с призывом к «открытию врат иджтихада», которые в суннитском фикхе были закрыты начиная с X века н. э.

#### Шииты
В шиитском исламе это таклид ныне живущим муджтахидам. В трудах шиитских учёных говорится, что муджтахид, которому можно делать таклид, должен быть, согласно обязательной предосторожности (ихтият ваджиб), живым, мужчиной, совершеннолетним (балиг), умным, шиитом двенадцати Имамов, законнорождённым, праведным, справедливым (‘адил) и компетентным.
Впрочем, если человек начал следовать фетвам ныне умершего муджтахида ещё при его жизни, ему разрешается продолжать совершать ему таклид.
Кроме того, многие шиитские муджтахиды разрешают частичное следование одному муджтахиду в одних вопросах, а другому — в других.
Если те или иные действия были совершены мукаллафом без таклида, то они считаются верными, если соответствовали либо ихтияту, либо фетве компетентного муджтахида.
На практике большинство мукаллафов-шиитов всё же предпочитают таклид ихтияту.